# Mr. Hiccup
Mr. Hiccup (Mr. Hipo en español) es una serie de dibujos animados italiana creada por Italtoons Corporation en 1983.
La serie trata de la vida de Mr. Hiccup, quién tiene un problema de hipo crónico. Esto le lleva a situaciones embarazosas y molestas.
En cada episodio intenta hacer algo para perder su hipo, pero nada da resultado.
En Argentina, la serie fue vista por Magic Kids y The Big Channel,
en México, la serie fue vista por Once TV México y en Chile por La Red en la década de los 90's.
En España fue emitida entre 1989 y 1990 dentro del programa Cajón desastre de TVE.

## Títulos alternativos
- Mr. Hiccup (Italia)
- Mr. Hipo (España y Hispanoamérica)
- آقای سکسکه (Irán)
- מיסטר היקאפ (Israel)
- Herr Hikke (Noruega)
- Kolca mož (Eslovenia)
- Štucavko (Bosnia)

- Datos: Q962803